# Planungsverwaltung
Als Planungsverwaltung wird eine Art der Öffentlichen Verwaltung bezeichnet, deren Tätigkeit auf zukünftige Veränderungen, sowie deren Planung und Neuerschaffung, ausgerichtet ist und im Rahmen besonderer, gesetzlich festgelegter Verfahrensschritte verläuft.
Beispiele für ihre Aufgabenbereiche im deutschen Recht sind die Stadtplanung (speziell Flächennutzungsplan), Umweltplanung, Finanzplanung. Ein anderer und weitreichend wirksamer Planungsauftrag der öffentlichen Verwaltung liegt in der Jugendhilfeplanung (§ 80 SGB VIII).
Zu den Aufgaben der Planungsverwaltung gehören zum Beispiel die Planfeststellungsverfahren nach den §§ 72 ff. Verwaltungsverfahrensgesetz (VwVfG), § 17 Bundesfernstraßengesetz (FernStrG) oder §§ 1 ff. Baugesetzbuch (BauGB).